# Estola ignobilis
Estola ignobilis är en skalbaggsart som beskrevs av Bates 1872. Estola ignobilis ingår i släktet Estola och familjen långhorningar.
Artens utbredningsområde är:
- Belize.
- Costa Rica.
- Guatemala.
- Honduras.
- Nicaragua.
- Panama.
- Venezuela.

Inga underarter finns listade i Catalogue of Life.